# 三豐郡
三豐郡（日语：〔〕／ Mitoyo gun */?）是過去隸屬香川縣的一個郡，位於香川縣西部；已於2006年因轄下町村先後合併入觀音寺市和三豐市後，因無管轄町村而廢除。
過去的轄區包含現在的觀音寺市和三豐市的全部地區。

## 歷史

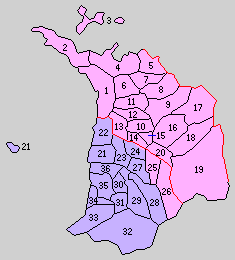
三豐郡最初之行政區劃：1.仁尾村 2.莊內村 3.粟島村 4.詫間村 5.大見村 6.吉津村 7.下高瀨村 8.上高瀨村 9.勝間村 10.笠田村 11.比地二村 12.比地大村 13.桑山村 14.本山村 15.上高野村 16.二之宮村 17.麻村 18.神田村 19.財田村 20.財田大野村 21.觀音寺町 22.高室村 23.常磐村 24.一之谷村 25.辻村 26.河內村 27.豐田村 28.粟井村 29.紀伊村 30.中姬村 31.萩原村 32.五鄉村 33.和田村 34.豐濱町 35.大野原村 36.柞田村（紫色現為觀音寺市、桃色現為三豐市）

### 沿革
- 1899年4月1日：三野郡和豐田郡合併為三豐郡，下轄： 仁尾村、荘內村、粟島村、詫間村、大見村、吉津村、下高瀨村、上高瀨村、勝間村、笠田村、比地二村、比地大村、桑山村、本山村、上高野村、二之宮村、麻村、神田村、財田村、財田大野村、觀音寺町、高室村、常磐村、一之谷村、辻村、河內村、豐田村、粟井村、紀伊村、中姬村、萩原村、五鄉村、和田村、豐濱町、大野原村、柞田村。（2町34村）
- 1924年4月1日：仁尾村改制為仁尾町。（3町33村）
- 1926年6月30日：郡役所廢除，此後三豐郡不再有行政功能，僅做為地名區分。
- 1929年4月1日：中姬村被併入大野原村。（3町32村）
- 1942年4月15日：詫間村改制為詫間町。（4町31村）
- 1949年1月1日：觀音寺町轄下的伊吹島分出獨自設置為伊吹村。（4町32村）
- 1955年1月1日：觀音寺町、常磐村、高室村、柞田村合併為觀音寺市，並脫離三豐郡。（3町29村）
- 1955年2月11日：大野原村、萩原村、五鄉村合并為大野原町。（4町26村）
- 1955年3月31日：（5町17村）
  - 比地二村、二之宮村、麻村、勝間村、上高瀨村合併為高瀨町。
  - 本山村、上高野村、笠田村、比地大村、桑山村合併為豐中村。
- 1955年4月1日：（5町9村）
  - 辻村、河內村、神田村、財田大野村合併為山本村。
  - 大見村、下高瀨村、吉津村合併為三野村。
  - 詫間町、粟島村、荘內村合併為新設置的詫間町。
  - 豐濱町和和田村合併為新設置的豐濱町。
- 1955年4月10日：（5町6村）
  - 豐田村、粟井村被併入觀音寺市。
  - 紀伊村被廢除，轄區分別被併入觀音寺市和大野原町。
- 1956年9月30日：一之谷村、伊吹村被併入觀音寺市。（5町4村）
- 1957年1月1日：豐中村改制為豐中町。（6町3村）
- 1957年11月3日：山本村改制為山本町。（7町2村）
- 1961年9月1日：三野村改制為三野町。（8町1村）
- 1970年2月15日：財田村改制為財田町。（9町）
- 2005年10月11日：大野原町、豐濱町和觀音寺市合併為新設置的觀音寺市[1]，並脫離三豐郡。（7町）
- 2006年1月1日：高瀨町、山本町、三野町、豐中町、詫間町、仁尾町、財田町合併為三豐市[2]，並脫離三豐郡，同時三豐郡因無管轄町村而廢除。

### 變遷表
| 1890年2月15日    | 1899年4月1日     | 1899年 - 1926年     | 1926年 - 1954年           | 1955年 - 1989年              | 1955年 - 1989年            | 1989年 - 現在                 | 現在                          |
| ---------------- | ---------------- | ------------------- | ------------------------- | ---------------------------- | -------------------------- | ----------------------------- | ----------------------------- |
| 三野郡仁尾村     | 三豐郡仁尾村     | 1924年4月1日 仁尾町 | 1924年4月1日 仁尾町       | 1924年4月1日 仁尾町          | 1924年4月1日 仁尾町        | 2006年1月1日 合併為三豐市     | 2006年1月1日 合併為三豐市     |
| 三野郡荘內村     | 三豐郡荘內村     | 三豐郡荘內村        | 三豐郡荘內村              | 1955年4月1日 合併為詫間町    | 1955年4月1日 合併為詫間町  | 2006年1月1日 合併為三豐市     | 2006年1月1日 合併為三豐市     |
| 三野郡粟島村     | 三豐郡粟島村     | 三豐郡粟島村        | 三豐郡粟島村              | 1955年4月1日 合併為詫間町    | 1955年4月1日 合併為詫間町  | 2006年1月1日 合併為三豐市     | 2006年1月1日 合併為三豐市     |
| 三野郡詫間村     | 三豐郡詫間村     | 三豐郡詫間村        | 1942年4月15日 詫間町      | 1955年4月1日 合併為詫間町    | 1955年4月1日 合併為詫間町  | 2006年1月1日 合併為三豐市     | 2006年1月1日 合併為三豐市     |
| 三野郡大見村     | 三豐郡大見村     | 三豐郡大見村        | 三豐郡大見村              | 1955年4月1日 合併為三野村    | 1961年9月1日 三野町        | 2006年1月1日 合併為三豐市     | 2006年1月1日 合併為三豐市     |
| 三野郡吉津村     | 三豐郡吉津村     | 三豐郡吉津村        | 三豐郡吉津村              | 1955年4月1日 合併為三野村    | 1961年9月1日 三野町        | 2006年1月1日 合併為三豐市     | 2006年1月1日 合併為三豐市     |
| 三野郡下高瀨村   | 三豐郡下高瀨村   | 三豐郡下高瀨村      | 三豐郡下高瀨村            | 1955年4月1日 合併為三野村    | 1961年9月1日 三野町        | 2006年1月1日 合併為三豐市     | 2006年1月1日 合併為三豐市     |
| 三野郡上高瀨村   | 三豐郡上高瀨村   | 三豐郡上高瀨村      | 三豐郡上高瀨村            | 1955年3月31日 合併為高瀨町   | 1955年3月31日 合併為高瀨町 | 2006年1月1日 合併為三豐市     | 2006年1月1日 合併為三豐市     |
| 三野郡勝間村     | 三豐郡勝間村     | 三豐郡勝間村        | 三豐郡勝間村              | 1955年3月31日 合併為高瀨町   | 1955年3月31日 合併為高瀨町 | 2006年1月1日 合併為三豐市     | 2006年1月1日 合併為三豐市     |
| 三野郡比地二村   | 三豐郡比地二村   | 三豐郡比地二村      | 三豐郡比地二村            | 1955年3月31日 合併為高瀨町   | 1955年3月31日 合併為高瀨町 | 2006年1月1日 合併為三豐市     | 2006年1月1日 合併為三豐市     |
| 三野郡二之宮村   | 三豐郡二之宮村   | 三豐郡二之宮村      | 三豐郡二之宮村            | 1955年3月31日 合併為高瀨町   | 1955年3月31日 合併為高瀨町 | 2006年1月1日 合併為三豐市     | 2006年1月1日 合併為三豐市     |
| 三野郡麻村       | 三豐郡麻村       | 三豐郡麻村          | 三豐郡麻村                | 1955年3月31日 合併為高瀨町   | 1955年3月31日 合併為高瀨町 | 2006年1月1日 合併為三豐市     | 2006年1月1日 合併為三豐市     |
| 三野郡笠田村     | 三豐郡笠田村     | 三豐郡笠田村        | 三豐郡笠田村              | 1955年3月31日 合併為豐中村   | 1957年1月1日 豐中町        | 2006年1月1日 合併為三豐市     | 2006年1月1日 合併為三豐市     |
| 三野郡比地大村   | 三豐郡比地大村   | 三豐郡比地大村      | 三豐郡比地大村            | 1955年3月31日 合併為豐中村   | 1957年1月1日 豐中町        | 2006年1月1日 合併為三豐市     | 2006年1月1日 合併為三豐市     |
| 三野郡桑山村     | 三豐郡桑山村     | 三豐郡桑山村        | 三豐郡桑山村              | 1955年3月31日 合併為豐中村   | 1957年1月1日 豐中町        | 2006年1月1日 合併為三豐市     | 2006年1月1日 合併為三豐市     |
| 三野郡本山村     | 三豐郡本山村     | 三豐郡本山村        | 三豐郡本山村              | 1955年3月31日 合併為豐中村   | 1957年1月1日 豐中町        | 2006年1月1日 合併為三豐市     | 2006年1月1日 合併為三豐市     |
| 三野郡上高野村   | 三豐郡上高野村   | 三豐郡上高野村      | 三豐郡上高野村            | 1955年3月31日 合併為豐中村   | 1957年1月1日 豐中町        | 2006年1月1日 合併為三豐市     | 2006年1月1日 合併為三豐市     |
| 三野郡財田村     | 三豐郡財田村     | 三豐郡財田村        | 三豐郡財田村              | 三豐郡財田村                 | 1970年2月15日 財田町       | 2006年1月1日 合併為三豐市     | 2006年1月1日 合併為三豐市     |
| 三野郡財田大野村 | 三豐郡財田大野村 | 三豐郡財田大野村    | 三豐郡財田大野村          | 1955年4月1日 合併為山本村    | 1957年11月3日 山本町       | 2006年1月1日 合併為三豐市     | 2006年1月1日 合併為三豐市     |
| 三野郡神田村     | 三豐郡神田村     | 三豐郡神田村        | 三豐郡神田村              | 1955年4月1日 合併為山本村    | 1957年11月3日 山本町       | 2006年1月1日 合併為三豐市     | 2006年1月1日 合併為三豐市     |
| 豐田郡辻村       | 三豐郡辻村       | 三豐郡辻村          | 三豐郡辻村                | 1955年4月1日 合併為山本村    | 1957年11月3日 山本町       | 2006年1月1日 合併為三豐市     | 2006年1月1日 合併為三豐市     |
| 豐田郡河內村     | 三豐郡河內村     | 三豐郡河內村        | 三豐郡河內村              | 1955年4月1日 合併為山本村    | 1957年11月3日 山本町       | 2006年1月1日 合併為三豐市     | 2006年1月1日 合併為三豐市     |
| 豐田郡一之谷村   | 三豐郡一之谷村   | 三豐郡一之谷村      | 三豐郡一之谷村            | 1956年9月30日 併入觀音寺市   | 觀音寺市                   | 2005年10月11日 合併為觀音寺市 | 2005年10月11日 合併為觀音寺市 |
| 豐田郡觀音寺町   | 三豐郡觀音寺町   | 三豐郡觀音寺町      | 1949年1月1日 伊吹村       | 1956年9月30日 併入觀音寺市   | 觀音寺市                   | 2005年10月11日 合併為觀音寺市 | 2005年10月11日 合併為觀音寺市 |
| 豐田郡觀音寺町   | 三豐郡觀音寺町   | 三豐郡觀音寺町      | 觀音寺町                  | 1955年1月1日 合併為觀音寺市  | 觀音寺市                   | 2005年10月11日 合併為觀音寺市 | 2005年10月11日 合併為觀音寺市 |
| 豐田郡高室村     | 三豐郡高室村     | 三豐郡高室村        | 三豐郡高室村              | 1955年1月1日 合併為觀音寺市  | 觀音寺市                   | 2005年10月11日 合併為觀音寺市 | 2005年10月11日 合併為觀音寺市 |
| 豐田郡常磐村     | 三豐郡常磐村     | 三豐郡常磐村        | 三豐郡常磐村              | 1955年1月1日 合併為觀音寺市  | 觀音寺市                   | 2005年10月11日 合併為觀音寺市 | 2005年10月11日 合併為觀音寺市 |
| 豐田郡柞田村     | 三豐郡柞田村     | 三豐郡柞田村        | 三豐郡柞田村              | 1955年1月1日 合併為觀音寺市  | 觀音寺市                   | 2005年10月11日 合併為觀音寺市 | 2005年10月11日 合併為觀音寺市 |
| 豐田郡豐田村     | 三豐郡豐田村     | 三豐郡豐田村        | 三豐郡豐田村              | 1955年4月10日 併入觀音寺市   | 觀音寺市                   | 2005年10月11日 合併為觀音寺市 | 2005年10月11日 合併為觀音寺市 |
| 豐田郡粟井村     | 三豐郡粟井村     | 三豐郡粟井村        | 三豐郡粟井村              | 1955年4月10日 併入觀音寺市   | 觀音寺市                   | 2005年10月11日 合併為觀音寺市 | 2005年10月11日 合併為觀音寺市 |
| 豐田郡紀伊村     | 三豐郡紀伊村     | 三豐郡紀伊村        | 三豐郡紀伊村              | 1955年4月10日 併入觀音寺市   | 觀音寺市                   | 2005年10月11日 合併為觀音寺市 | 2005年10月11日 合併為觀音寺市 |
| 豐田郡紀伊村     | 三豐郡紀伊村     | 三豐郡紀伊村        | 三豐郡紀伊村              | 1955年4月10日 併入大野原町   | 大野原町                   | 2005年10月11日 合併為觀音寺市 | 2005年10月11日 合併為觀音寺市 |
| 豐田郡萩原村     | 三豐郡萩原村     | 三豐郡萩原村        | 三豐郡萩原村              | 1955年2月11日 合并為大野原町 | 大野原町                   | 2005年10月11日 合併為觀音寺市 | 2005年10月11日 合併為觀音寺市 |
| 豐田郡五鄉村     | 三豐郡五鄉村     | 三豐郡五鄉村        | 三豐郡五鄉村              | 1955年2月11日 合并為大野原町 | 大野原町                   | 2005年10月11日 合併為觀音寺市 | 2005年10月11日 合併為觀音寺市 |
| 豐田郡中姬村     | 三豐郡中姬村     | 三豐郡中姬村        | 1929年4月1日 併入大野原村 | 1955年2月11日 合并為大野原町 | 大野原町                   | 2005年10月11日 合併為觀音寺市 | 2005年10月11日 合併為觀音寺市 |
| 豐田郡大野原村   | 三豐郡大野原村   | 三豐郡大野原村      | 三豐郡大野原村            | 1955年2月11日 合并為大野原町 | 大野原町                   | 2005年10月11日 合併為觀音寺市 | 2005年10月11日 合併為觀音寺市 |
| 豐田郡和田村     | 三豐郡和田村     | 三豐郡和田村        | 三豐郡和田村              | 1955年4月1日 合併為豐濱町    | 1955年4月1日 合併為豐濱町  | 2005年10月11日 合併為觀音寺市 | 2005年10月11日 合併為觀音寺市 |
| 豐田郡豐濱町     | 三豐郡豐濱町     | 三豐郡豐濱町        | 三豐郡豐濱町              | 1955年4月1日 合併為豐濱町    | 1955年4月1日 合併為豐濱町  | 2005年10月11日 合併為觀音寺市 | 2005年10月11日 合併為觀音寺市 |